# Eugen Ewig
Eugen Ewig, né le 18 mai 1913 à Bonn et mort le 1er mars 2006 dans la même ville, est un historien allemand dont les travaux portent sur le Haut Moyen Âge, et particulièrement sur la période mérovingienne.

## Biographie

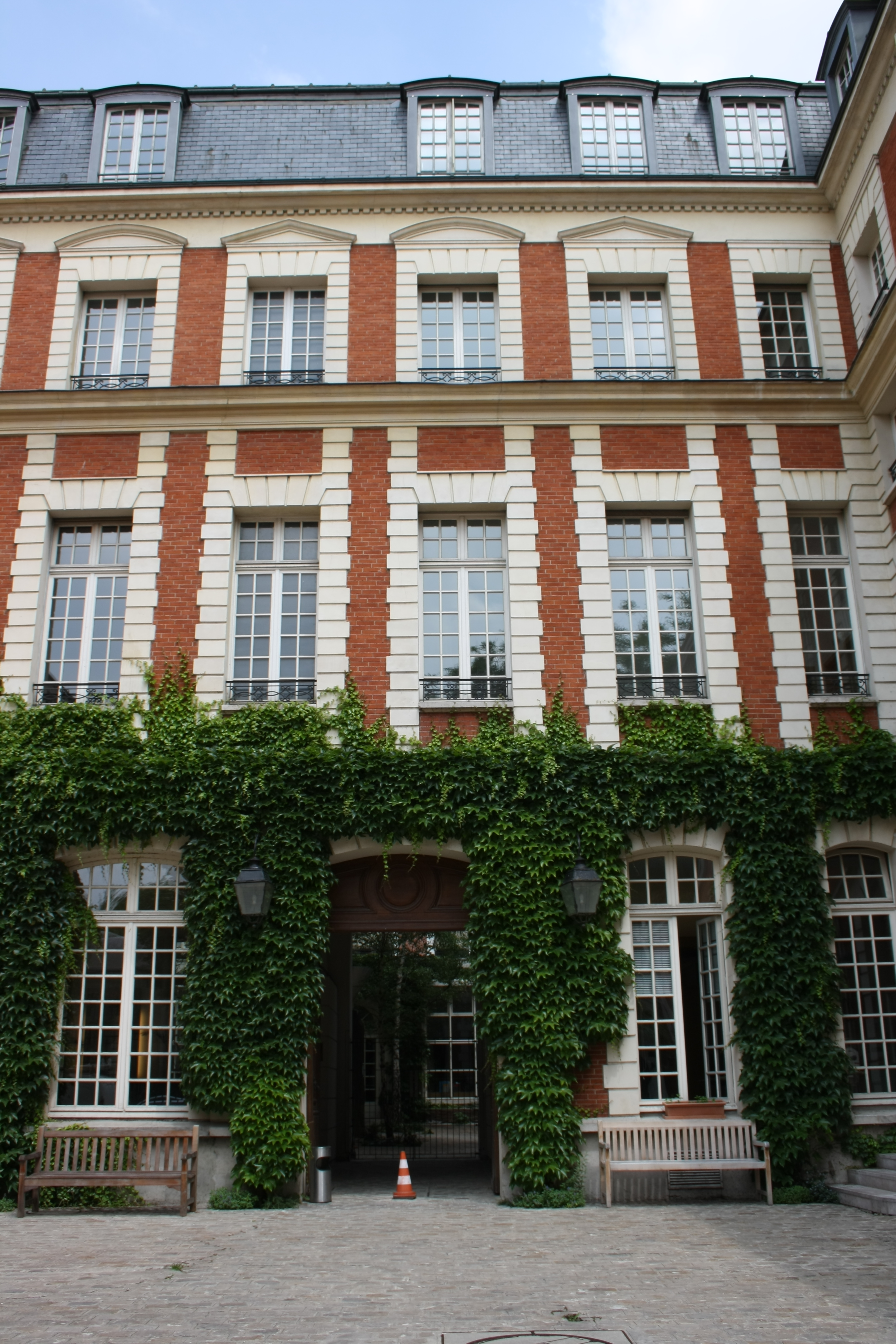
Institut historique allemand à Paris

Il est fils de l'homme d'affaires Fritz Ewig († 1924) et de son épouse Eugénie Ewig. De 1919 à 1931, il fréquente le lycée Beethoven à Bonn. Il étudie ensuite à l'université de Bonn l'histoire et les langues germaniques et romanes. En 1935, il publie avec Wilhelm Levison une thèse intitulé « Die Anschauungen des Kartäusers Dionysius von Roermoend über den christlichen Ordo in Staat und Kirche » en vue du doctorat. Pendant ses études, il a été membre actif de l'Union des étudiants catholiques allemands. Il se présente à l'examen d'État en 1938.
Comme une carrière dans l'enseignement secondaire paraissait incertaine, Eugen Ewig s'oriente vers l'archivistique. En 1939, il se rend à Berlin-Dahlem et rejoint l'Institut des sciences archivistiques. Un stage l’amène aux Archives d'État à Breslau, mais Ewig est plus heureux en 1941 quand il est nommé conservateur des Archives d'État de Lorraine à Metz, sous les ordres d'Aloys Ruppel et ce à l'instigation de Wilhelm Kisky, du Conseil national des archives,. De fait, il dirige cette institution de 1942 à 1944 et réussit à la préserver des bombardements et destructions, lors de la libération de Metz par les Américains en novembre 1944. Il est ensuite chargé de cours et maître de conférences à l'université de Nancy de 1946 à 1951.
À partir de 1945, il préconise la création d'un État indépendant rhénan pour faire contrepoids à la Prusse protestante. Ses contacts en France l'ont également impliqué dans les projets d'amitié franco-allemande.
En 1954, il est l'un des fondateurs du Centre allemand de recherches historiques de Paris, qui devient en 1958 l'Institut historique allemand de Paris. Il en fut d'abord un collaborateur, puis le dirigea de 1958 à 1964, puis resta membre du conseil consultatif des Instituts historiques allemands. Ulrich Pfeil parle d'une « sensibilité transnationale » d'Ewig, qui est la base de la médiation entre les histoires française et allemande qui permit le dialogue franco-allemand après 1945.
En 1952, il obtient l'habilitation avec la publication de Trier im Merowingerreich, Civitas, Stadt, Bistum (en français : Trêves dans le royaume mérovingien, cité, ville et diocèse) à l'université Johannes-Gutenberg de Mayence. Soutenu par l'historien mayençois Léo Just, il obtient le Privatdozent et y devient professeur et conférencier de 1954 à 1964. Parallèlement, il préside la Société pour Histoire de l'Église du Haut-Rhin moyen (de) de 1955 à 1965. En 1964, il est nommé professeur d'histoire médiévale et moderne à l'université de Bonn. Il prit sa retraite dans les années 1980.
Jusqu'à sa mort, Eugen Ewig a été un fervent catholique. Il n'a jamais été membre du parti nazi, et aucun chercheur n'a laissé entendre qu'il s'était compromis avec l'idéologie nazie.

## Principales publications
- Die Anschauungen des Kartäusers Dionysius von Roermond über den Christlichen Ordo in Staat und Kirche : Inaugural-Dissertation zur Erlangung der Doktorwürde genehmigt von der philosophischen Fakultät der Rheinischen Friedrich-Wilhelms-Universität zu Bonn, Bonn, Leopold, 1936.
- Die fränkischen Teilungen und Teilreiche (511-613), Mayence, Akademie der Wissenschaften und der Literatur, 1953.
- Trier im Merowingerreich, civitas, Stadt, Bistum, Paulinus-Verlag, 1954.
- Kaiserliche und apostolische Tradition im mittelalterlichen Trier, Paulinus, 1959.
- Beobachtungen zur Frühgeschichte des Bistums Köln, Düsseldorf, L. Schwann , 1960.
- Die Kathedralpatrozinien im Römischen und im Fränkischen Gallien, Münich, Verlag Karl Alber, 1960.
- Die Ältesten mainzer Bischofsgräber, die Bischofsliste und die Theonestlegende,  Mayence, Matthias-Grünewald, 1960.
- Der Petrus- und Apostelkult im spätrömischen und fränkischen Gallien, 1960.
- Les Ardennes au Haut-Moyen-Age, Anciens pays et assemblées d'États  Standen en landen : = wetenschappelijke bijdragen... / études publiées par la Section belge de la Commission internationale pour l'histoire des assemblées d'États..., tome XXVIII, Namur, Godenne , 1963.
- Die Mittelalterliche Kirche Erster Halbband, Vom kirchlichen Frümittelalter zur gregorianischen Reform, avec la contribution de Friedrich Kampf, Hans-Georg Beck,... [et al.],  Fribourg,Herder , 1966.
- Beobachtungen zur Entwicklung der frânkischen Reichskirche unter Chrodegang von Metz, Berlin, Walter de Gruyter & Co, 1968.
- Beobachtungen zu den Bischofsprivilegien fûr St-Maur-des-Fossés und S.Colombe de Sens, Wiesbaden, Franz Steiner, 1969.
- Die Stellung Ribuariens in der Verfassungsgeschichte des Merowingerreichs, Bonn, Peter Hanstein G.m.b.H, 1969.
- Volkstum und Volksbewusstsein im Frankenreich des 7. jahrhunderts,  Darmstadt, Wissenschaftliche Buchges., 1969.
- Beobachtungen zu den Bischofslisten der merovingischen Konzilien und Bischofsprivilegien, 1970.
- Das Privileg des Bischofs Audomar von Térouanne von 663 und die Anfânge der Abtei Sithiu, Bonn, Ludwig Rôhrscheid, 1972.
- Die Reichskirche nach Konstantin dem Grossen Erster Halbband, die Kirche von Nikaia bis Chalkedon, avec la contribution deKarl Baus, Fribourg, Herder, 1973.
- Die Reichskirche nach Konstantin dem Grossen Zweiter Halbband, iDie Kirche in Ost und West von Chalkedon bis zum Frühmittelalter (451-700), avec la contribution de  Karl Baus, Hans-Georg Beck, Eugen Ewig,... [et al.], Fribourg, Herder, 1975.
- Das Bild Constantins des Grossen in den ersten Jahrhunderten des abendländischen Mittelalters,Darmstadt, Wissenschaftliche Buchgesellschaft, 1975.
- Les missions dans les pays rhénans, Paris, Société d'histoire ecclésiastique de la France, 1976.
- Spätantikes und fränkisches Gallien Band 1-2, 1952-1973, Zürich, Artemis Verlag, 1976-1979.
- Storia della chiesa 4, Il Primo Medio Evo : Progressivo distacco da Bisanzio. L'epoca carolingia. Gli ottoni e la riforma gregoriana (VIII-XII sec.), dir. Hubert Jedin (dir.), avec Friedrich Kempf, Hans-Georg Beck,  Josef Andreas Jungmann, Luigi Prosdocimi (préface),  Giorgio Mion (traduction), Milan, Ed. Jaca Book, 1978.
- Der Raum zwischen Selz und Andernach vom 5.bis zum 7.Jahrhundert, Jan Thorbecke, 1979.
- Rheinische Geschichte... 1, Altertum und Mittelalter 2, Frühes Mittelalter, Düsseldorf, Schwann, 1980.
- Xanten dans la Chanson de Roland, 1982.
- Storia della chiesa 2, L'Epoca dei Concile : la formnazione del dogma. Il monachesimo. Diffusione missionaria e cristianizzazione dell'impero (IV-V sec.),dir. Hubert Jedin (dir.), avec Elio Guerriero  et Karl Baus, Luigi I. Scipioni (préface), Cesare Saletti (traduction), Milan, Ed. Jaca Book, 1983.
- Storia della chiesa 4, Il Primo Medio Evo : progressive distacco da Bisancio / dir. Hubert Jedin / Elio Guerriero / di Friedrich Kempf, Hans-Georg Beck, Eugen Ewig, Josef Andreas Jungmann ; respons. red. per l'éd. italiana ; préf. all'ed italiana Luigi Prosdocimi ; trad. Giorgio Mion ; appendice bibliografica Maria Lodovica Arduini / Milano : Ed. Jaca Book , 1983.
- Storia della Chiesa Volume IV, Il primo medio evo : progressivo distacco da Bisanzio, L'epoca carolingia, gli Ottoni e la riforma gregoriana (VIII-XII sec.), Hubert Jedin (dir.), avec Friedrich Kempf, Hans-Georg Beck, Eugen Wick... [et al.], Luigi Prosdocimi (préface), Giorgio Mion (traduction), Milan, Jaca Book, 1988.
- Storia della chiesa Volume II, L'época dei concili : la formazione del dogma - Il monachesimo - Diffusione missionaria e cristianizzazione dell'impero (IV-V sec), Hubert Jedin (dir.), avec Karl Baus, Eugen Ewig, Luigi I. Scipioni (préface), Cesare Saletti (traduction), Milano, Jaca Book, 2e édition, 1992.
- (de) Die Merowinger und das Frankenreich, W. Kohlhammer, coll. « Urban-Taschenbücher » (no 392), 2012, 6e éd. (1re éd. 1988), 280 p. (ISBN 978-3-17-022160-4, présentation en ligne), [lire en ligne].
- Bemerkungen zur zwei merowingischen Bischofsprivilegien und einem Papstprivileg des 7.Jarhunderts fûr merowingesche Klôster, Sigmaringen, J.Thorbecke , [19..].

## Titres et distinctions
- Membre étranger de l'Académie des inscriptions et belles-lettres dans l'Institut de France (un rare honneur pour les étrangers)
- Membre de l'Académie autrichienne des sciences
- Membre à part entière de l'Académie des sciences et des arts de Rhénanie du Nord-Westphalie (depuis 1978)
- Membre correspondant de l'Académie bavaroise des sciences (depuis 1979),
- Membre de l'Institut archéologique allemand à Berlin
- Membre de la Deutsches Institut für Erforschung des Mittelalters à Munich
- Membre de l'Institut Grand-Ducal du Luxembourg
- Officier de l'Ordre des Palmes académiques
- Docteur honoris causa des universités de Toulouse et de Fribourg (Suisse)
- Médaillé de la Société pour l'histoire de l'Église du Haut-Rhin moyen (de)
- Officier de l'ordre du Mérite de la République fédérale d'Allemagne (décoration rendue)
- Dédicace du volume 33 (2006) de Francia - recherche sur l'histoire de l'Europe occidentale